# ロックバルーンは99
「ロックバルーンは99」（ドイツ語99 Luftballons、英語99 Red Balloons）は1983年にドイツのポップスグループ、ネーナが発表した楽曲である。カルロ・カーゲス作詞、J・U・ファーレンクロック＝ペーターセン作曲。1984年3月3日にビルボード誌において最高位のチャート2位になるなど世界的ヒット曲となった。1984年ビルボード誌年間ランキングは第28位。日本のオリコン洋楽シングルチャートで1984年4月2日付から4週連続1位を獲得した。オリジナルの歌詞はドイツ語で、ドイツ語のポップスが世界でヒットした数少ない例である。

## 概要
ドイツ語で歌われたが英語でも歌詞がつけられ再リリースされた。日本では専らドイツ語のオリジナルがフジパシフィックからリリースされている。
当時のバンドの動画では演出にスモークと風船が使用されていたものがある。
グランド・セフト・オート・バイスシティではラジオWAVE103にこの曲が収録されており、グランド・セフト・オート・バイスシティ・ストーリーズでこの歌を元ネタにした隠しパッケージがある。
Goldfingerにより「99 Red Balloons」としてカバーされた。このバージョンでは英語、次いでドイツ語で歌っている。